# Macrocarsia
Macrocarsia is een geslacht van vlinders van de familie spinneruilen (Erebidae), uit de onderfamilie Calpinae.

## Soorten
- M. gothica Bethune-Baker, 1908
- M. hebraica Snellen, 1880
- M. holzi Pagenstecher, 1884
- M. meeki Lucas, 1894
- M. niepelti Strand, 1916